# 我愛你 (平井堅單曲)
《我愛你》（日語：／羅馬拼音：），日本男歌手平井堅的第33張單曲。2010年11月10日發行。

## 概述
- 松嶋菜菜子、宋承憲主演電影亞洲版《第六感生死戀》主題歌及插曲。
- 重新詮釋西洋版《第六感生死戀》主題曲《Unchained Melody》。

## 收錄曲目

### CD
1. 我愛你
  - 作詞、作曲：平井堅／編曲：龜田誠治
  - 電影《新·第六感生死戀》主題歌
2. air cameraman
  - 作詞、作曲：平井堅／編曲：石成正人
3. Unchained Melody
  - 作詞：Hy Zaret／作曲：Alex North／編曲：龜田誠治
  - 電影《新·第六感生死戀》插曲
4. 我愛你 -less vocal-

### CD EXTRA
※ 初回生産盤限定（僅於日本發行）
1. 第33張單曲「Sing Forever」 音樂錄影帶
2. 「Ken's Bar in N.Y.」 LIVE MOVIE
  - 收錄One Love Wonderful World、Life is...、POP STAR、KISS OF LIFE

## 外部連結
- Sony Music的作品介紹
  - 初回生産限定盤 （页面存档备份，存于）
  - 通常盤 （页面存档备份，存于）